# Callistemon brachyandrus
Callistemon brachyandrus är en myrtenväxtart som beskrevs av John Lindley. Callistemon brachyandrus ingår i släktet lampborstar, och familjen myrtenväxter. Inga underarter finns listade i Catalogue of Life.